# Salsola salsa
Salsola salsa är en amarantväxtart som beskrevs av Nikolaus Joseph von Jacquin. Salsola salsa ingår i släktet sodaörter, och familjen amarantväxter. Inga underarter finns listade i Catalogue of Life.